# Gloria Shea
Gloria Shea, nata Olive Gloria Shea (New York City, 30 maggio 1910 – Jacksonville, 8 febbraio 1995), è stata un'attrice statunitense.

## Biografia
Nata a New York City, studiò per quattro anni nell’Our Lady of Lourdes Convent e poi apprese danza e canto, riuscendo a essere assunta nel 1929 alla WABC, emittente radiofonica newyorkese della Columbia Broadcasting, dove tenne programmi settimanali. In settembre fu eletta da una giuria di fotografia la “più bella artista radiofonica d’America”, cosa che favorì il suo ingresso a Hollywood
Per alcuni anni recitò in cortometraggi e fece semplici apparizioni, per ottenere dal 1933 diversi ruoli da protagonista ma soltanto in film di secondo piano, come nei western The Fiddlin' Buckaroo e The Dude Bandit, in The Phantom of the Air, con Tom Tyler, e nelle sue due ultime interpretazioni in Dangerous Intrigue e Black Gold (1936), di Russell Hopton.
Dopo aver sposato nel 1938 Robert Stroh, che divenne vice-ammiraglio della flotta degli Stati Uniti, lasciò il cinema.

## Filmografia parziale
- Glorifying the American Girl, regia di Millard Webb (1929)
- The Love Kiss, regia di Robert R. Snody (1930)
- The Night Mayor, regia di Benjamin Stoloff (1932)
- Women Won't Tell, regia di Richard Thorpe (1932)
- The Eleventh Commandment, regia di George Melford (1933)
- The Dude Bandit, regia di George Melford (1933)
- The Phantom of the Air, regia di Ray Taylor (1933)
- Bolero, regia di Wesley Ruggles e, non accreditato, Mitchell Leisen (1934)
- A Successful Failure, regia di Arthur Lubin (1934)
- Money Means Nothing, regia di Christy Cabanne (1934)
- A Demon for Trouble, regia di Robert F. Hill (1934)
- Gli ultimi giorni di Pompei (The Last Days of Pompeii), regia di Merian C. Cooper e, non accreditato, Ernest B. Schoedsack (1935)
- Laddie, regia di George Stevens (1935)
- Dangerous Intrigue, regia di David Selman (1936)
- Black Gold, regia di Russell Hopton (1936)